# Honiatyn
Honiatyn is een plaats in het Poolse district  Hrubieszowski, woiwodschap Lublin. De plaats maakt deel uit van de gemeente Dołhobyczów en telt 70 inwoners. 
Władysław Gosiewski is geboren in Honiatyn.